# 埃诺·彭蒂莱
埃诺·彭蒂莱（芬蘭語：Eino Penttilä，1906年8月27日—1982年11月24日），芬兰男子田径运动员，主攻标枪。他曾代表芬兰参加1928年和1932年夏季奥林匹克运动会田径比赛，其中1932年奥运会获得一枚铜牌。